# ۳-آزیدوکومارین
۳-آزیدوکومارین (به انگلیسی: 3-Azidocoumarin) یک ترکیب شیمیایی است. شکل ظاهری این ترکیب، جامد قهوه‌ای است.